# Кая, Рабия
Рабия Кая (тур. Rabia Kaya; род. 5 декабря 1994[…]) — турецкая тяжелоатлетка, выступающая в весовой категории до 75 кг.

## Биография
На юниорском чемпионате мира 2011 года Рабия выступала в весовой категории свыше 69 килограммов и заняла четвёртое место, подняв 194 кг. В том же году она стала серебряным призёром молодёжного чемпионата Европы с результатом 196 кг (88 + 108).
На чемпионате мира среди юниоров 2012 года Кая заняла двенадцатое место в весовой категории свыше 75 килограммов. Она подняла 205 килограммов в сумме (90 + 115). На чемпионате Европы среди юниоров она стала шестой, улучшив свой результат ещё на 5 килограммов.
На взрослом чемпионате Европы 2016 года участвовала в весовой категории до 75 килограммов и заняла одиннадцатое место, подняв в рывке 91 кг и в толчке 115 кг.
В 2017 году она выиграла серебряную медаль в весовой категории до 75 килограммов на Играх исламской солидарности 2017 года в Баку.
В том же году она выступала в весовой категории до 75 кг на чемпионате Европы в Сплите, но осталась без медали и даже без зачётной попытки в толчке. На летней Универсиаде в Тайбэе она заняла шестое место, подняв 205 килограммов.
На Средиземноморских играх 2018 года в Таррагоне она завоевала бронзовую медаль в рывке в весовой категории 75 кг.
В апреле 2021 года на чемпионате Европы в Москве, турецкая спортсменка заявилась в весовой категории до 81 кг. Итогом такого выступления стало четвёртое место с результатом по сумме двух упражнений 220 килограмм и малая бронзовая медаль в рывке с весом на штанге 100 килограммов.